# Daulatshah Samarqandi
Daulatshah Samarqandi, född Amīr ʿAlāʾ-al-Dawla Boḵtīšāh Ḡāzī cirka 1438, död cirka 1494, var en persisk historiker och författare till Tasnif al-Shu'ra, ett kompendium över 150 persiska poeters liv och verk.